# 12633 Warmenhoven
12633 Warmenhoven è un asteroide della fascia principale. Scoperto nel 1971, presenta un'orbita caratterizzata da un semiasse maggiore pari a 2,4000449 UA e da un'eccentricità di 0,1076141, inclinata di 1,55641° rispetto all'eclittica.